# Scotopteryx integraria
Scotopteryx integraria är en fjärilsart som beskrevs av Otto Staudinger 1892. Scotopteryx integraria ingår i släktet backmätare, och familjen mätare. Inga underarter finns listade.